# グレーターロンドン (競走馬)
グレーターロンドン（欧字名:Greater London、2012年5月23日 - ）は、日本の競走馬・種牡馬。主な勝ち鞍は2018年の中京記念。
馬名の意味は「大＋母名の一部。母ロンドンブリッジをしのぐ活躍を願って」。
半姉に2004年の優駿牝馬を制したダイワエルシエーロ、半兄に2006年の京都金杯を制したビッグプラネットがいる。さらに、全姉ブリッツフィナーレの産駒には2017年の菊花賞を制したキセキと2023年のマーメイドステークスを制したビッグリボンがいる良血馬である。

## 戦績
2012年5月23日に北海道日高町の下河辺牧場で誕生。姉のダイワエルシエーロと同様、遅生まれのため育成中は他の馬と比べて小柄であった。
美浦・大竹正博厩舎に入厩。3歳2月のデビュー戦（東京芝1600m）を快勝。「遅れてきたダービー馬候補」との呼び声も上がったが、2戦目の山吹賞(500万下)は落鉄の影響もあって2着に敗れ、レース後にソエの症状も出たため休養に入る。秋に復帰し、500万下を勝利して2勝目を挙げるが、その後蹄葉炎を発症して1年間の長期休養を強いられる。関係者の努力により回復して復帰にこぎつけることができたが、以後蹄の慢性的な不安に引退まで悩まされることになる。
2016年11月の500万条件戦で復帰を果たしてからは鋭い末脚を武器に怒涛の5連勝を遂げ、「マイル界のニューヒーロー」「第二のモーリス」として競馬ファンの期待を集めた。ダービー卿チャレンジトロフィーをソエの影響で回避し、ぶっつけでの挑戦となった2017年の安田記念で4着に終わり連勝はストップしたものの、勝ち馬サトノアラジンからは0.1秒差であった。秋初戦の毎日王冠でも上がり3F最速タイの32秒6の末脚を繰り出してリアルスティール、サトノアラジンのGI馬2頭に次ぐ3着に入った。しかし、極度の不良馬場で行われた天皇賞（秋）では早め先頭の積極策に打って出たが最後の直線で失速して9着に沈んだ。
天皇賞後はしばらく不振が続いたが、2018年の京王杯スプリングカップで上がり3F32秒5の末脚で僅差の4着に入り復活の兆しを示すと、次走の中京記念では直線で豪快に伸びて2着ロジクライを差し切り、1分32秒3のレコードタイムで待望の初重賞制覇を果たした。秋は京成杯オータムハンデキャップから始動予定だったが、蹄の不安で回避。同年10月29日に現役引退と種牡馬入りが発表された。

## 競走成績
以下の内容は、netkeiba.comの情報に基づく。
| 競走日     | 競馬場 | 競走名        | 格       | 距離（馬場）  | 頭 数 | 枠 番 | 馬 番 | オッズ （人気） | 着順 | タイム （上り3F） | 着差 | 騎手      | 斤量 [kg] | 1着馬（2着馬）         | 馬体重 [kg] |
| ---------- | ------ | ------------- | -------- | ------------- | ----- | ----- | ----- | --------------- | ---- | ----------------- | ---- | --------- | --------- | ---------------------- | ----------- |
| 2015.02.14 | 東京   | 3歳新馬       |          | 芝1600m（良） | 16    | 4     | 8     | 001.30（1人）   | 01着 | R1:37.3（33.7）   | -0.4 | 0北村宏司 | 56        | （ルールザユニバース） | 460         |
| 0000.04.04 | 中山   | 山吹賞        | 500万下  | 芝2200m（良） | 12    | 5     | 5     | 001.80（1人）   | 02着 | R2:13.8（34.1）   | -0.0 | 0北村宏司 | 56        | レッドライジェル       | 458         |
| 0000.10.31 | 東京   | 3歳上500万下  |          | 芝1800m（良） | 18    | 8     | 16    | 002.40（1人）   | 01着 | R1:47.8（33.5）   | -0.0 | 0横山典弘 | 55        | （ディアコンチェルト） | 468         |
| 2016.11.12 | 東京   | 3歳上500万下  |          | 芝1600m（稍） | 17    | 6     | 11    | 003.60（1人）   | 01着 | R1:34.8（33.4）   | -0.1 | 0田辺裕信 | 57        | （エンジニア）         | 472         |
| 0000.12.03 | 中山   | 3歳上1000万下 |          | 芝1600m（良） | 13    | 5     | 7     | 002.00（1人）   | 01着 | R1:34.1（33.7）   | -0.0 | 0田辺裕信 | 57        | （デルカイザー）       | 462         |
| 2017.01.29 | 東京   | 節分S         | 1600万下 | 芝1600m（良） | 13    | 4     | 5     | 001.70（1人）   | 01着 | R1:33.6（32.3）   | -0.2 | 0田辺裕信 | 56        | （オートクレール）     | 468         |
| 0000.03.12 | 中山   | 東風S         | OP       | 芝1600m（良） | 10    | 3     | 3     | 001.50（1人）   | 01着 | R1:36.7（33.3）   | -0.2 | 0田辺裕信 | 56        | （ダイワリベラル）     | 472         |
| 0000.06.04 | 東京   | 安田記念      | GI       | 芝1600m（良） | 18    | 4     | 7     | 011.80（6人）   | 04着 | R1:31.6（33.9）   | -0.1 | 0福永祐一 | 58        | サトノアラジン         | 474         |
| 0000.10.08 | 東京   | 毎日王冠      | GII      | 芝1800m（良） | 12    | 6     | 7     | 006.90（4人）   | 03着 | R1:45.8（32.6）   | -0.2 | 0田辺裕信 | 56        | リアルスティール       | 474         |
| 0000.10.29 | 東京   | 天皇賞（秋）  | GI       | 芝2000m（不） | 18    | 7     | 13    | 015.40（6人）   | 09着 | R2:10.4（40.8）   | -2.1 | 0田辺裕信 | 58        | キタサンブラック       | 472         |
| 0000.12.17 | 中山   | ディセンバーS | OP       | 芝1800m（良） | 12    | 8     | 11    | 001.60（1人）   | 03着 | R1:48.1（34.3）   | -0.3 | 0田辺裕信 | 57        | マイネルハニー         | 472         |
| 2018.02.04 | 東京   | 東京新聞杯    | GIII     | 芝1600m（良） | 16    | 8     | 16    | 004.20（1人）   | 09着 | R1:34.5（34.4）   | -0.4 | 0川田将雅 | 56        | リスグラシュー         | 474         |
| 0000.03.31 | 中山   | ダービー卿CT  | GIII     | 芝1600m（良） | 16    | 2     | 4     | 003.60（1人）   | 05着 | R1:32.7（34.3）   | -0.5 | 0田辺裕信 | 56.5      | ヒーズインラブ         | 470         |
| 0000.05.12 | 東京   | 京王杯SC      | GII      | 芝1400m（良） | 18    | 3     | 6     | 005.50（3人）   | 04着 | R1:19.6（32.5）   | -0.1 | 0田辺裕信 | 56        | ムーンクエイク         | 468         |
| 0000.07.22 | 中京   | 中京記念      | GII      | 芝1600m（良） | 16    | 4     | 7     | 005.00（1人）   | 01着 | R1:32.3（34.1）   | -0.1 | 0田辺裕信 | 56.5      | （ロジクライ）         | 468         |

- タイム欄のRはレコード勝ちを示す。

## 種牡馬時代
現役時代にはビッグタイトルに手が届かなかったものの、良血が買われて種牡馬入りが決まり、2019年からブリーダーズ・スタリオン・ステーションで供用される。同ステーション事務局は「近親に綺羅星のごとく活躍馬がおり、大変活力のある母系がバックボーンにあります。マイル前後で披露したスピードと瞬発力は間違いなく一流馬のものでした。本来の実力を完全に出し切ることなく、このたび引退を余儀なくされましたが、今後は種牡馬として、自身の卓越したスピードと良血を産駒に伝えてほしいです｣と期待を込めた。
初年度の種付け料は受胎条件50万円、出生条件80万円に設定された。
2022年6月29日、園田競馬2Rをアズグレーターが勝利して産駒の初勝利を挙げた。7月3日には小倉6Rをロンドンプランが勝利してJRAにおける初勝利を挙げた。
2022年9月4日、ロンドンプランが小倉2歳ステークスを制し、産駒の重賞初勝利となった。

### 主な産駒

#### グレード制重賞優勝馬
- 2020年産
  - ロンドンプラン（2022年小倉2歳ステークス）[15]

#### 地方重賞優勝馬
- 2022年産
  - サウザンドマイル（2024年若鮎賞）[16]
  - クリノチャールズ（2025年北日本新聞杯）[17]

## 血統表
| グレーターロンドンの血統        | グレーターロンドンの血統                               | グレーターロンドンの血統     | （血統表の出典）             | （血統表の出典） |
| 父系                            | サンデーサイレンス系                                   | サンデーサイレンス系         | サンデーサイレンス系         | [ § 2 ]          |
| 父 ディープインパクト 2002 鹿毛 | 父の父*サンデーサイレンス Sunday Silence 1986 青鹿毛   | Halo                         | Hail to Reason               | Hail to Reason   |
| 父 ディープインパクト 2002 鹿毛 | 父の父*サンデーサイレンス Sunday Silence 1986 青鹿毛   | Halo                         | Cosmah                       |                  |
| 父 ディープインパクト 2002 鹿毛 | 父の父*サンデーサイレンス Sunday Silence 1986 青鹿毛   | Wishing Well                 | Understanding                | Understanding    |
| 父 ディープインパクト 2002 鹿毛 | 父の父*サンデーサイレンス Sunday Silence 1986 青鹿毛   | Wishing Well                 | Mountain Flower              |                  |
| 父 ディープインパクト 2002 鹿毛 | 父の母*ウインドインハーヘア Wind in Her Hair 1991 鹿毛 | Alzao                        | Lyphard                      | Lyphard          |
| 父 ディープインパクト 2002 鹿毛 | 父の母*ウインドインハーヘア Wind in Her Hair 1991 鹿毛 | Alzao                        | Lady Rebecca                 |                  |
| 父 ディープインパクト 2002 鹿毛 | 父の母*ウインドインハーヘア Wind in Her Hair 1991 鹿毛 | Burghclere                   | Busted                       | Busted           |
| 父 ディープインパクト 2002 鹿毛 | 父の母*ウインドインハーヘア Wind in Her Hair 1991 鹿毛 | Burghclere                   | Highclere                    |                  |
| 母 ロンドンブリッジ 1995 栗毛   | 母の父* ドクターデヴィアス Dr Devious 1989 栗毛        | Ahonoora                     | Lorenzaccio                  | Lorenzaccio      |
| 母 ロンドンブリッジ 1995 栗毛   | 母の父* ドクターデヴィアス Dr Devious 1989 栗毛        | Ahonoora                     | Helen Nichols                |                  |
| 母 ロンドンブリッジ 1995 栗毛   | 母の父* ドクターデヴィアス Dr Devious 1989 栗毛        | Rose of Jericho              | Alleged                      | Alleged          |
| 母 ロンドンブリッジ 1995 栗毛   | 母の父* ドクターデヴィアス Dr Devious 1989 栗毛        | Rose of Jericho              | Rose Red                     |                  |
| 母 ロンドンブリッジ 1995 栗毛   | 母の母* オールフォーロンドン All for London 1982 鹿毛  | Danzig                       | Northern Dancer              | Northern Dancer  |
| 母 ロンドンブリッジ 1995 栗毛   | 母の母* オールフォーロンドン All for London 1982 鹿毛  | Danzig                       | Pas de Nom                   |                  |
| 母 ロンドンブリッジ 1995 栗毛   | 母の母* オールフォーロンドン All for London 1982 鹿毛  | Full Card                    | Damascus                     | Damascus         |
| 母 ロンドンブリッジ 1995 栗毛   | 母の母* オールフォーロンドン All for London 1982 鹿毛  | Full Card                    | Belle of the Ball            |                  |
| 母系(F-No.)                     | 22号族(FN:22-b)                                        | 22号族(FN:22-b)              | 22号族(FN:22-b)              | [ § 3 ]          |
| 5代内の近親交配                 | Northern Dancer5×5×4＝12.50%                           | Northern Dancer5×5×4＝12.50% | Northern Dancer5×5×4＝12.50% | [ § 4 ]          |
| 出典                            | 1. 2. 3. 4.                                            | 1. 2. 3. 4.                  | 1. 2. 3. 4.                  | 1. 2. 3. 4.      |

母ロンドンブリッジは1997年のファンタジーステークスの勝ち馬で、1998年の桜花賞でも2着に入っている。